# Windsor (Karolina Północna)
Windsor – miasto w Stanach Zjednoczonych, w stanie Karolina Północna, w hrabstwie Bertie.